# Y染色體
Y染色體是属于XY性別決定系統的大多數哺乳动物（包括人类）的两条性染色體之一。在哺乳动物的Y染色体中含有的SRY基因能觸發睪丸的生长，并由此決定雄性性狀。人类的Y染色体中包含约6千万个碱基对。Y染色体上的基因只能由亲代中的雄性传递给子代中的雄性（即由父亲传递给儿子），因此在Y染色体上留下了基因的族谱，Y-DNA分析现在已应用于民族遷徙、家族历史的研究。

## 概观
大多数哺乳动物每个体细胞中含有一对性染色体，其中雌性擁有兩条X染色體；而雄性则擁有一条X染色體與一条Y染色體。哺乳动物的Y染色體的DNA上含有能夠促使胚胎發育成雄性的基因，這個基因稱為SRY基因。Y染色体上的其他基因还包含製造正常精子所必需的基因。
动物中也有少数具有多对性染色体的物种。例如，鸭嘴兽依靠包含5对染色体的XY性別决定系统来决定性别。鸭嘴兽的性染色体其实与禽类的Z染色体具有更高的同源性，在其他哺乳动物的性别决定系统中处于核心地位的SRY基因不再参与鸭嘴兽的性别决定。在人类中，由于染色体变异，一些男性每个体细胞中拥有一对X染色体及一条Y染色体（“XXY”型，见XXY综合征），或一条X染色体和一对Y染色体（“XYY”型，见XYY综合症)。一些女性每个体细胞中只有一条而不是一对X染色体（“X0”型，見特纳综合征）或有三条X染色体（“XXX”型，见X-三体）。在人类的一些疾病中，还曾出现因为SRY基因被破坏（导致XY雌性）或因SRY被复制到了X染色体上（导致XX雄性）而产生的反常例子。相关现象参见雄激素不敏感综合症与雌雄同体。

## 起源与进化

### Y染色体出现之前
许多属于变温动物的脊椎动物是没有性染色体的。它们的性别由外界环境因素而不是个体基因型决定。这种动物中的一部分（例如爬行动物）的性别可能取决于孵化时的温度；其他则是雌雄同体的（亦即它们每个个体中同时能产生雄性和雌性的配子）。

### 起源
X染色体和Y染色体现在被认为是由一对相同的染色体演变而来的，这对染色体原属于常染色体（区别于“性染色体”）。某个远古哺乳动物的祖先发生了等位基因的变异（即所谓的“性别基因座”）——只要拥有这对等位基因的个体就会成为雄性。包含这对等位基因之一的染色体最终形成了Y染色体，而包含等位基因另一半的染色体最终形成了X染色体。随着时间的推移和环境对物种的选择，对雄性个体有利而雌性个体有害（或没有明显作用）的基因在Y染色体上不断得到继承和发展，Y染色体也仍不断通过染色体易位获得这些基因。
X染色体和Y染色体之前一度被认为已向不同方向演化了大约3亿年。不过最近的研究（尤其是鸭嘴兽基因组测序）中表明，XY性别决定系统只是在大约1.66亿年以前出现的，是在单孔目动物（原兽亚纲）从其他哺乳动物（兽亚纲）中分离出来开始的。这次对兽亚纲哺乳动物XY性别决定系统诞生的重定年是基于有袋动物（后兽下纲）和胎盘动物（真兽下纲）的X染色体中的某些基因序列也出现在鸭嘴兽和飞禽类的常染色体中的发现的，而较早以前的估算则是基于鸭嘴兽的X染色体含有胎盘动物的某些基因序列。

### 重组抑制
X染色体和Y染色体之间的基因重组已被证实是对生命体有害的，它会导致雄性动物丢失Y染色体在重组之前所含有的必需基因、雌性动物多出原本只会出现在Y染色体上的非必需基因甚至是有害基因。所以，在进化过程中，对雄性有利的基因就逐渐在性别决定基因附近聚集，后来这个区域的基因发展出了重组抑制机制以保护这个雄性特有的区域。Y染色体不断沿着这种路线演化，抑制Y染色体上的基因与X染色体上的基因发生重组。这个过程最终使得Y染色体上约95%的基因不能发生重组。

### 退化
同源染色体的基因重组本是用于降低有害突变保留的几率、维持遗传完整性的，但Y染色体因不能与X染色体发生重组，被认为容易发生损毁而导致退化。人类的Y染色体在其演变的过程中丢失了原本拥有的1,438个基因中的1,393个，減少到45個基因，约每一百万年丢失4.6个基因。据推算，若Y染色体仍以这样的速率丢失基因，它有可能在一千万年后完全丧失功能。对比基因分析的资料显示，许多哺乳动物都在丧失它们各自杂合性染色体的功能。但，有研究指出，退化可能只会出现在受到以下三种主要进化原动力作用下的不可重组的性染色体上：高突变率，低效率的自然选择以及遗传漂变。另一方面，一项关于人类和黑猩猩Y染色体的比较显示：人类的Y染色体在六七百万年前人类从类人猿中分离、开始独自进化后并没有丢失任何基因，这是可能证明线性外推模型是错误的直接证据。
另外，最近一项关于Y染色体退化的研究表明，人类的Y染色体DNA上具有大量复杂的重复基因序列及特殊的回文结构，这些结构使Y染色体可以在自身内部进行自我基因重组等过程（这些过程被称为“Y-Y基因转换”），这种基因重组被认为能维持其稳定性。

#### 高突变率
人类Y染色体由于其特殊存在环境而具有较高的突变概率。Y染色体通过男性的精子传递，而精子在配子发生过程中经过多次细胞分裂，每次细胞分裂都使其累积更高的碱基突变概率。此外，由于精子是被储存在高氧化环境的睾丸中，这亦使Y染色体具有更高突变概率。这两种因素的共同作用使得Y染色体具有比基因组其他部分更高的突变概率，根据Graves的报道指出，这种概率提高可达4.8倍。

### 未来进化方向
Y染色体的退化可能导致其他染色体将其原有基因“接管”，最终会使得Y染色体完全消失，而一个新性别决定系统则会诞生。几种同属的鼠科及仓鼠科的啮齿目动物已经通过下列途径达到Y染色体演化终端：
- 鼴形田鼠如土黄鼹形田鼠（Ellobius lutescens）及坦氏鼹形田鼠（Ellobius tancrei）的鼠类不论雄性或雌性的基因型皆为XO[15]，而所有坦氏鼹形田鼠的基因型皆为XX[6]。由第二號染色體的CBX2基因（英语：CBX2 (gene)）代替SRY基因，發揮了決定雄性性別的作用。[16][17]
- 裔鼠屬中的奄美裔鼠（日语）和冲绳裔鼠（日语）和德之島裔鼠，已完全丢失它们的Y染色体（包括SRY基因）[6][15][18][19]，而将其余的一些原来在Y染色体上的基因转移到了X染色体上[15]。由CBX2基因（英语：CBX2 (gene)）代替SRY基因，發揮了決定雄性性別的作用。[16][17]
- 林旅鼠（Myopus schisticolor）、鄂毕环颈旅鼠（Dicrostonyx torquatus），和南美原鼠属（Akodon）中的众多物种通过X染色体和Y染色体复杂改变，演化出除了基因型为XX的雌性以外的另一种拥有一般雄性才拥有的XY基因型的雌性[13][20][21][22]。
- 在雌性潜田鼠（Microtus oregoni）中，每个个体的单个体细胞只有一条X染色体，只产生一种X配子；而雄性的潜田鼠基因型仍为XY，但可以通过不分离现象（Nondisjunction）产生Y配子和不含任何性染色体的配子[23]。

在啮齿目动物之外，黑麂（Muntiacus crinifrons）通过融合原有的性染色体和常染色体演化出了新的X染色体和Y染色体。灵长目动物（包括人类）的Y染色体已严重退化这一现象预示着，这类动物会相对较快地发展出新的性别决定系统。学者估计，人类将在约1.4千万年后获得新的性别决定系统。

## 人类的Y染色体
人类的Y染色体拥有约0.58亿个碱基对（DNA基本结构），约占人类男性体细胞中DNA的2%。人类Y染色体上有86个基因，这些基因只编码了23种不同的蛋白质。只有拥有Y染色体才能可能继承的性状被称为雄性性状。
人类的Y染色体除了在端粒上的拟常染色体区的少部分片段（只占有染色体长度约5%）能与相应的X染色体发生重组，其外都不能发生重组。这些片区是由原本X染色体与Y染色体同源的片段遗留下来的。Y染色体中不能发生重组的其他部分被称为“NRY区”（non-recombining region，非重组区）或称“男性特异性区域”（Male-specific region of the Y chromosome, MSY）。 这个区域中的单核苷酸多态性被用于父系祖先的追溯。MSY包括：
- 异染色质序列，长约40Mb，未被测序
- 常染色质序列，长约23Mb，包括156个转录单位，78个蛋白编码基因，但多数是假基因和重复拷贝，仅编码27种蛋白。分为：
  - X转作区，长约3.4Mb，含2个基因
  - X退化区，含16个在X染色体上有同源基因的单拷贝基因，包括性别决定因子SRY
  - 扩增区，为高度重复序列，长约10.2Mb，含60个基因，分属9个基因家族

## 统计资料
| 长度           | 59,363,566 |
| -------------- | ---------- |
| 已测序序列     | 25,653,566 |
| 已注释序列     | 24,659,617 |
| 备份总数       | 237        |
| 完全注释备份   | 227        |
| 基因总数       | 453        |
| 编码蛋白质总数 | 55         |

### 基因
（不包括拟常染色体基因）
- 在X染色体上有相应基因的NRY区基因：
  - AMELY/AMELX（amelogenin，成釉蛋白）
  - RPS4Y1/RPS4Y2/RPS4X（Ribosomal protein S4，核糖体蛋白S4）

- NRY区的其他基因：
  - AZF1（azoospermia factor 1，无精症因子1）
  - BPY2（basic protein on the Y chromosome)
  - DAZ1（deleted in azoospermia，无精子缺失）
  - DAZ2
  - PRKY（protein kinase, Y-linked，伴Y染色体蛋白激酶）
  - RBMY1A1
  - SRY（Y染色体性别决定区）
  - TSPY（英语：TSPY1） (testis-specific protein，睾丸特异蛋白)
  - USP9Y
  - UTY（英语：UTY (gene)）（ubiquitously transcribed TPR gene on Y chromosome）
  - ZFY（zinc finger protein，锌指蛋白）

### 伴Y染色体疾病
伴Y染色体的疾病有很常见的也有很罕见的。然而，通过研究罕见的伴Y染色体疾病在了解Y染色体在正常情况下的职能仍然具有十分重要的作用。

#### 较常见疾病
"生命"的必需基因在X染色體上，而Y染色体上並沒有，因而人類單個有X染色體即可以存活，表示Y染色體並不是必需存在的染色體。唯一明确的与Y染色体的缺陷有关的人类疾病是睾丸发育不良（由SRY基因的缺失或有害突变导致），但拥有两条X染色体和一条Y染色体也会导致类似症状，也就是只要有Y染色體即可能有此一症狀。另外，拥有多条Y染色体除了会造成更雄性化以外，还会带来其他影响。

##### Y染色体缺陷
即使某个个体的核型为XY，不完備的Y染色體無法影響個體雄性化，而会讓一个个体的表现型還原为雌性（拥有类似女性的生殖器）；但如果一个女性只有一条X染色体（一般女性拥有两条X染色体）会使其生殖功能不完備而可能無法生殖。从反面来看，意即有缺陷的Y染色體會使個體雄性化失败。
造成这种疾病可以认为是由Y染色体不完整造成的：Y染色体只剩下部分片段往往导致睾丸的发育不良，因此，婴儿可能会获得内部或外部没有完全成型的男性生殖器，也可能产生结构模糊化现象（尤其是存在镶嵌现象的情况下）。如果剩下的Y染色体片段过小或失去功能，该婴儿可能发育为具有特纳氏综合症和混合性性腺发育不良症症状的女孩。

#### 较罕见疾病
下列这些Y染色体所造成的疾病较罕见，但是由于其Y染色体的性质而表现显著。

##### Y染色体多于两条
Y染色体多体症（在每个细胞中有多于两条的Y染色体，如XYYY）很大程度上是罕见的。在这种情况下，额外的遗传物质会导致骨骼畸形，智力下降，生长迟缓，但是其所表现出来的症状的严重性会有差异。

##### XX男性综合症
XX男性综合症是当基因重组发生在男性的配子上所引发的，这造成了Y染色体上的SRY基因（Y染色体性别决定区）移动到了X染色体上。当这样的一个X染色体发育成一个孩子，这个孩子将会因为SRY基因而发展成一个男孩。

### 遗传谱系
在人类遗传谱系（其应用从遗传学到系譜學）的研究中，Y染色体所包含的信息尤其使人感兴趣。因为与其他基因不同，Y染色体只由父亲遗传给儿子。（另外，线粒体DNA只进行母系遗传，这使人们可以用一种类似的方法来追踪母系遗传谱系信息。）

## 非哺乳动物物种的Y染色体
除了哺乳动物，自然界中还有其他生物群体也具有XY性别决定系统，但是这些系统中的Y染色体和哺乳动物的Y染色体的祖先并不相同。
具有Y染色体的非哺乳动物包括部分昆虫（如果蝇）、鱼类、爬行动物。另外，部分植物也具有Y染色体。
就黑腹果蝇而言，Y染色体并不引起雄性果蝇的发育。相反地，性别决定于X染色体的数目，但黑腹果蝇的Y染色体包含了对雄性生育能力必要的基因。所以，基因型为XXY的黑腹果蝇为雌性，只拥有单个X染色体（XO）染色体的为雄性但不能生育。但，一些种类的果蝇在只拥有单个X基因时依然具有生育能力。

### ZW型性染色体
其他物种含有镜像性染色体：即雌性的基因型为XY，而雄性的基因型则为XX。但为避免混淆，生物学家把这类物种中雌性的Y染色体称作W染色体，对应的另一个染色体称作Z染色体。
部分雌性的鸟、蛇及蝴蝶含有Z染色体及W染色体，雄性的含有两个Z性染色体。这些物种的性别决定系统属于ZW性别决定系统。